# Eurobalise

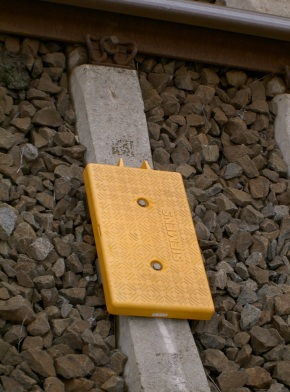
Eurobalise en Allemagne

Une Eurobalise est un équipement ferroviaire placé entre les deux files de rail servant à transmettre des informations aux convois. Ses specifications ont été déterminées dans le cadre de l'élaboration de l'ETCS. Il existe deux principaux types d'Eurobalise: les eurobalises fixes et les eurobalises transparentes.

## Types d'Eurobalises

### Eurobalises fixes
Elles contiennent une information qui ne peut pas changer au cours du temps. Elles ne sont programmées qu'une seule fois au début et délivrent ensuite la même information. Elles servent souvent à indiquer sa position au train.

### Les eurobalises transparentes
Les eurobalises transparentes délivrent une information qui peut varier au cours du temps. Elles sont reliées à une LEU (de l'anglais Lineside Electronic Unit). Celui-ci dicte à l'eurobalise l'information qu'elle doit transmettre. Elles permettent par exemple d'indiquer l'état d'un feu, ou la direction imposée par le prochain poste d'aiguillage.

### Alimentation électrique
Si une eurobalise est capable d'émettre un signal, cela signifie aussi qu'elle doit être alimentée en énergie pour fonctionner. À cette fin, le train émet un champ magnétique variable (fréquence: 27MHz environ) qui permettra de créer un courant dans la balise par induction via une bobine située à l'intérieur de l'eurobalise.

### Constitution de l'information transmise
On appelle Up-link l'information transmise de l'eurobalise vers le train, et down-link l'information transmise dans l'autre sens (plus rare). L'information que l'on souhaite transmettre est d'abord traduite en télégramme qui sera à son tour codé en langage binaire. Ce code binaire contient 1023 ou 341 bits selon la balise considérée. Sur tous ces bits, seuls 830 (respectivement 210) contiennent effectivement l'information à transmettre. 
Dans le cas des Up-link, la transmission de ce télégramme codé se fait via un signal (champ magnétique) de fréquence variable. Cette technique est nommée Frequenzumtastung en allemand et FSK en anglais pour Frequency Shift Keying. Ainsi, les 0 correspondent à une fréquence de 3.951MHz et les 1 à une fréquence de 4.516MHz.
Ce signal est ensuite émis par l'eurobalise vers le train: Le champ magnétique capté par le train est converti en une tension continue, proportionnelle à la fréquence du champ (phénomène d'induction). Une tension haute correspond donc à une fréquence élevée (1), une tension faible correspond à une fréquence faible (0). La suite de 1 et de 0 est ensuite décodée pour en extraire l'information.

## Utilisation
L'eurobalise est utilisée ou sera utilisée par les systèmes suivants :
- ETCS, le système de signalisation en cabine standardisé européen ;
- Euro-Signum, une variante du système suisse Integra-Signum ;
- Euro-Zub (de), une variante du système suisse ZUB 121 ;
- SCMT en Italie ;
- TBL1+ en Belgique ;
- GNT (de) en Allemagne ;
- ZBS (de), un nouveau système utilisé par le S-Bahn de Berlin.